# Wenzel Friedrich von Stosch
Wenzel Friedrich Freiherr von Stosch (geb. 15. November 1685; gest. 27. Juni 1763) war ein preußischer Landrat.

## Leben
Wenzel Friedrich Freiherr von Stosch war ein Sohn des Caspar von Stosch und der Margarethe Sophie Barbara, geb. von Hock (1667–1698). Der Vater hatte am 17. Januar 1701 das Freiherrndiplom erhalten und war Erbherr auf Groß Graeditz, Altwasser und Petersdorf. 1742 wurde er durch Friedrich den Großen zum ersten Landrat des  schlesischen Kreises Glogau ernannt. Das Amt übte er bis 1757 aus, sein Nachfolger wurde Sigismund Rudolph von Berge und Herrendorf.

## Familie
Wenzel Friedrich von Stosch heiratete 1708 Johanna Hedwig, geb. von Dyhrn auf Tarpen (1691–1768). Das Ehepaar hatte zwei Söhne, Caspar Friedrich (1713–1793) und Hans Ferdinand (1716–1794).